# Óscar Colchado

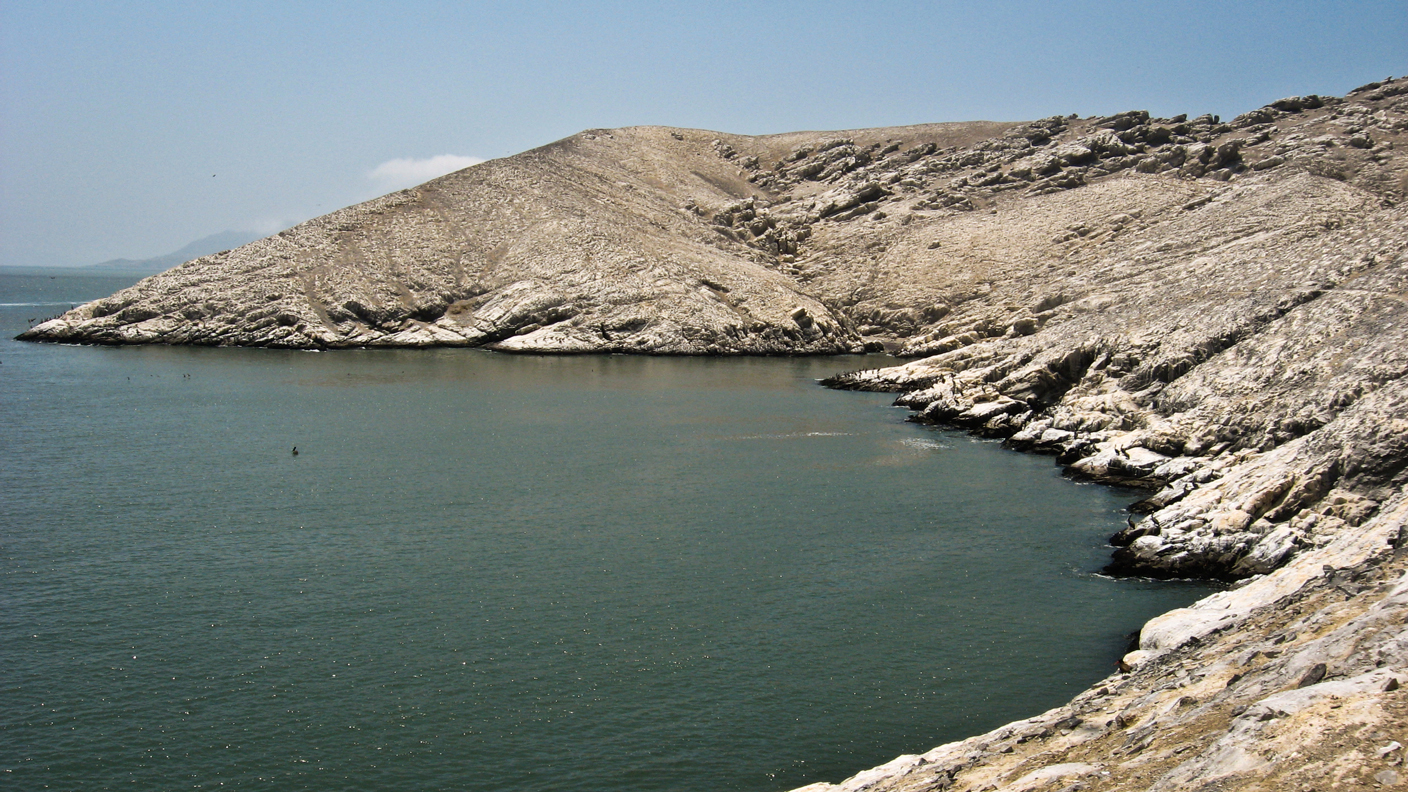
Isla Blanca, Chimbote, lugar que inspiró el nombre del grupo literario del que formó parte Colchado en 1976.

Óscar Colchado Lucio (Huallanca, Áncash; 14 de noviembre de 1947-Lima, 20 de enero de 2023) fue un docente, poeta, cuentista y novelista peruano, más conocido por ser el autor de la novela Rosa Cuchillo y la saga literaria infantil del personaje andino Cholito, con su primera edición Cholito tras las huellas de Lucero publicada en 1980 y que contó después de esto con más de 10 ediciones posteriores.

## Biografía
Óscar Colchado Lucio nació en el pueblo de Huallanca, provincia de Huaylas en el departamento de Áncash. Cuando tenía un año, su familia se mudó al pueblo de Huayllabamba ubicado en la provincia de Sihuas, de donde eran originarios sus padres; permaneció en este pueblo hasta los 8 años, hasta que se mudaron nuevamente a la ciudad costera de Chimbote al morir su padre. Luego de que su hermana culminó sus estudios secundarios en Huaraz, se trasladaron a Lima en donde culminó sus estudios de secundaria en el colegio Santa Eugenia.
Casado con Irene Mejía Ramos, amoroso padre de tres hijas: Patricia, Jessica y Marlene. Patricia heredó la creatividad de su padre en poesía y narrativa.
Siguió la carrera de Docencia en la Escuela Normal Superior Indoamérica, especializándose en Lengua y Literatura en 1971. Fue en esta institución donde fundó, junto a otros estudiantes, el grupo literario Isla Blanca y la revista cultural Alborada en 1969. En 1978 publicó su primera obra: Aurora Tenaz, y en 1980 publicó el primer número del cuento infantil que lo haría famoso: Cholito tras las huellas de Lucero. Residía en Lima desde 1983 y era profesor de Lengua  Literatura.
Colchado recibió durante su carrera diversos reconocimientos. Uno de ellos, el Premio José María Eguren de poesía en 1980; obtuvo en 1983 el Premio Copé de Cuento por Cordillera Negra; en 1985 obtuvo el Premio Nacional de Literatura Infantil y Juvenil con Cholito en los Andes mágicos, libro que recoge parte la cosmovisión andina y sus seres mítico. Recibió el Premio de Cuento Juan Rulfo de Radio Francia Internacional por la obra La casa del cerro El Pino en 2002.  
Por su brillante trayectoria creativa, Óscar Colchado recibió en 2018 el premio Casa de la Literatura Peruana.
Falleció en la madrugada del 20 de enero del 2023. El legado literario que deja es abundante y variado.

## Obra literaria

### El personaje Cholito
El personaje es un niño andino que recorre algunas regiones del  Perú y nos muestra sus riquezas culturales y literarias. A través de sus aventuras nos muestra aldeas, valles y montañas en donde nacen los mitos y leyendas que han resistido el paso del tiempo transmitiéndose de manera oral.
El nacimiento de Cholito se da con la publicación de su primera aventura Cholito tras las huellas de Lucero, editado en 1980. El autor se inspiró en un alumno suyo, residente de la localidad de Rayán (Áncash) para moldear y darle vida al personaje.
Cholito es protagonista de más de 10 libros inspirados tanto en los hermosos paisajes de la Sierra y Selva del Perú. Según la ficción, su verdadero nombre es Juanito Huaylas, hijo de Hermelinda y del dios Wamani. Tiene tres hermanos: Rogelio, Eleuteria y Elmer, el menor.
El primer libro del personaje Cholito tras las huellas de Lucero se escribió en 1980. El segundo fue Cholito en los Andes mágicos, publicado en 1986, el tercero Cholito en la ciudad del río hablador en 1995; y el cuarto Cholito y la maravillosa Amazonía en 1999. Este personaje, protagonista de más de diez libros, se presenta en distintos escenarios del país y del extranjero.

## Premios y reconocimientos
Ha recibido los siguientes premios:
- Premio Nacional de Cuento José María Arguedas (1978),[15]
- Premio José María Eguren de poesía (1980),
- Premio Copé de cuento (1983)[16]
- Premio Nacional de Literatura Infantil y Juvenil (1985),
- Premio Latinoamericano de cuento (CICLA 87),
- Premio Nacional de Educación (1995),
- Premio Nacional de Novela Federico Villarreal (1996), por su novela Rosa Cuchillo.
- Premio Internacional de Cuentos Juan Rulfo (2002)
- Homenaje de la Academia Peruana de la Lengua (2013)
- Premio Casa de la Literatura Peruana (2018), por haber renovado la mirada sobre el mundo andino.[16]

## Algunas obras
- La tarde de toros (1974).
- Aurora Tenaz (1976).[17]
- Tras las huellas de Lucero (1980), obra que da inicio a la saga Cholito[10]
- Del mar a la ciudad (1981), libro de cuentos[10]
- Cordillera Negra (1985).
- Cholito en los Andes mágicos (1986)[10]
- Camino de zorro (1987).
- Hacia el Janaq Pacha (1989).
- Devolverte mi canción (1989).[17]
- Cholito en la ciudad del río hablador (1995)[10]
- ¡Viva Luis Pardo! (1996).
- Rosa Cuchillo (1997).[18] El grupo cultural de creación colectiva Yuyachkani desarrolló en 2007 una obra unipersonal de acción escénica creada para ser confrontada en los mercados andinos del interior del Perú.[19] La obra está basada en la novela y los procesos personales de Ana Correa.[20]
- Cholito en la maravillosa amazonia (1999)
- Rayito y la princesa del Médano (2002)
- Sinfonía azul para tus labios (2005).[17]
- La doncella que quería conocer el mar (2010)
- Luis Pardo: Noticias del gran bandido (2010)
- Hombres de Mar (2011).
- Cholito en busca del carbunclo (2013).
- La casa del cerro El pino (2013).
- El cerco de Lima (2014).
- Cholito y el anillo del Nibelungo (2015).[21]
- Dos chicos del Rímac (2018).
- Seres Maravillosos del Ande (2019).
- Frontino (2020).
- Cholito y la serpiente cósmica (2022)
- Cholito goleador (2021)
- Cholito y el niño Manuelito (2013)